# Monstrilla rugosa
Monstrilla rugosa is een eenoogkreeftjessoort uit de familie van de Monstrillidae. De wetenschappelijke naam van de soort is voor het eerst geldig gepubliceerd in 1947 door Davis.